# ويليام كانتور
ويليام كانتور (بالإنجليزية: William Kantor)‏ هو رياضياتي وأستاذ جامعي أمريكي، ولد في 1944.